# 斟灌氏
斟灌氏（「斟灌」）是夏代的諸侯國，姒姓。
斟灌氏今山東省壽光縣東北四十里斟灌店，夏后相曾居此。帝相二十年（辛卯，前2010年），寒浞遣其子寒浇攻灭斟灌氏，戈邑陷落，首领姒开甲带领残部退守斟灌（夏后氏都城，在今山东寿光市东北），並派人向姒相和斟寻氏求救，但不久即被殺。

## 後裔
斟灌氏国的族人逃亡后，将斟灌两字各取一半，合成「湛」字作为姓。